# Минкс, Вильфред
Вильфред Минкс (нем. Wilfried Minks, 21 февраля 1930 — 13 февраля 2018) — немецкий сценограф и режиссёр. Сотрудничал с такими режиссёрами как Л. Бонди, Дитер Дорн, Р.-В. Фассбиндер, К. М. Грюбер, Клаус Пайман, Йоханнес Шааф, П. Штайн.

## Сценографические работы
- 1964 — Held Henry — Реж. П. Цадек
- 1965 — Пробуждение весны, автор Франк Ведекинд, реж. П. Цадек.
- 1966 — Разбойники Ф. Шиллера. Реж. П. Цадек.
- 1967 — Мера за меру У. Шекспира. Реж. П. Цадек.
- 1969 — «Торквато Тассо» И. В. Гёте. Реж. П. Штайн
- 1971 — Bremen Fassbinder / Bremer Freiheit
- 1975 — Leonce und Lena Г. Бюхнера. Реж. Йозеф Шааф.
- 1988 — «Венецианский купец» У. Шекспира. Реж. П. Цадек

## Режиссёрские работы
- 1999 — München — Ostermaier / The Making Of. B.-Movie
- 2004 — Hannover — «Дон Карлос» Ф. Шиллера
- 2006 — Hannover — «Траур — участь Электры» Ю. О‘Нила
- 2008 — Hannover — «Царь Эдип» Софокла